# Ахметлей
Ахметлей — село в Николаевском районе Ульяновской области в составе Никулинского сельского поселения.

## География
Находится на расстоянии примерно 18 километра на северо-запад по прямой от районного центра посёлка Николаевка.

## История
Основано в 1686 году служилым татарским князем Килдишев с 28 товарищами, при строительстве Сызранской линии.
В 1780 году, при создании Симбирского наместничества, деревня Метлей, при речке Метлейке крещеных татар, служилых татар, тут же вместе живут деревня Верхние Ахметли Мосеевка тож (ныне с. Ахметлей), служилых татар, а другая Метлеи, служилых татар, при речках Рызлее и Канадеях, помещичьих крестьян, вошла в состав Канадейского уезда. С 1796 года — в Сызранском уезде Симбирской губернии.
В 1859 году деревня Ахметлей была во 2-м стане Сызранский уезд Симбирская губерния, в которой в 214 дворах жило 1808 человек, имелось 3 магометанских мечетей.
В 1913 году в селе было 652 двора, более 3700 жителей, 4 мечети и 3 медресе.
В 1990-е годы работал СПК «Алга».

## Население
| 2010 |
| ---- |
| 662  |

Население составляло 865 человек (татары 99 %) в 2002 году, 662 по переписи 2010 года.